# گرهارد سسلر
گرهارد ام. سسلر (به آلمانی: Gerhard M. Sessler) دانشمند و مخترع آلمانی است که میکروفون‌های فویل-الکتریک از اختراعات اوست.

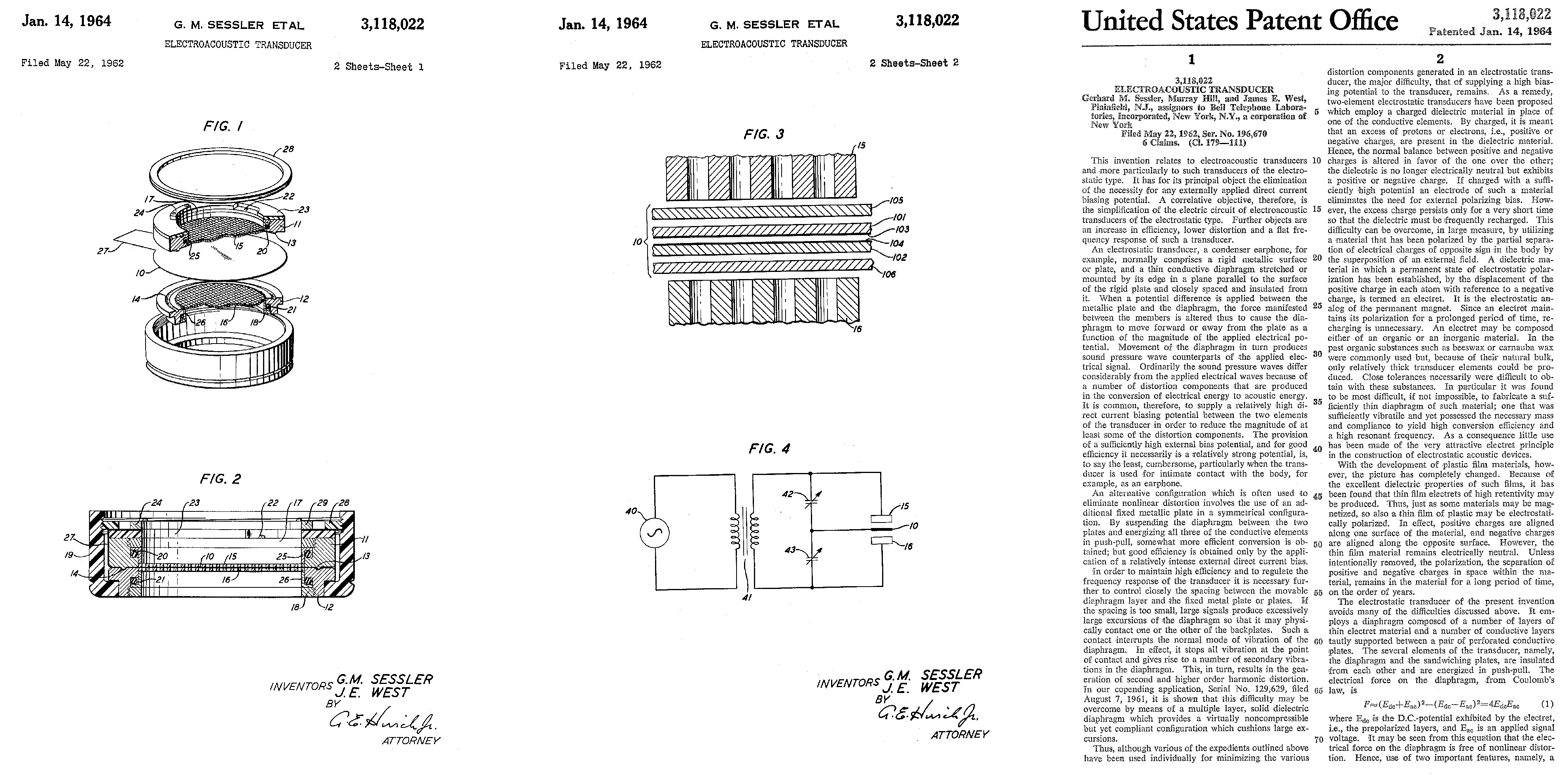
اولین اختراع ثبت شده برای میکروفون‌های فویل-الکتریک توسط گرهارد سسلر و همکارش

## زندگی و دستاوردها
گرهارد سسلر متولد ۱۵ فوریه ۱۹۳۱ در روزنفلد آلمان می‌باشد. وی مدرک دکترای خود را در سال ۱۹۵۹ از دانشگاه گوتینگن دریافت کرد وتا سال ۱۹۷۵ در آزمایشگاه بل مشغول به کار بود.
در این آزمایشگاه و به همراه همکارش جیمز وست موفق به اختراع میکروفون‌های فویل-الکتریک شد. در سال ۱۹۷۵ وی به آلمان بازگشت و تا سال ۲۰۰۰ به عنوان استاد دانشگاه فنی دارمشتات فعالیت می‌کرد. در همین دوران میکروفون‌های سیلیکونی را نیز به همراه دستیارش D. Hohm اختراع کرد.
وی اکنون به عنوان استاد بارشنشته دانشگاه فنی دارمشتات همچنان به تحقیق و راهنمایی دانشجویان مشغول است. او همچنن عضو پیوسته آی‌تریپل‌ئی می‌باشد.